# Ernst Friedrich Langhans
Ernst Friedrich Langhans, född den 2 maj 1829 i Wimmis, död den 17 april 1880 i Bern, var en schweizisk reformert teolog, tillhörande den liberala riktningen. 
1855 blev han präst i Lauenen och 1858 vid den psykiatriska kliniken Waldau. År 1866 grundade han Kirchliche Reformverein i kantonen Bern, som senare blev en avdelning av den 1871 grundade Schweizerische Verein für freies Christenthum, och kämpade för denna förenings angelägenheter på synoder och i tidskrifter. År 1871 blev han extra ordinarie och 1876 ordinarie professor i teologi vid universitetet i Bern.